# 386 DX

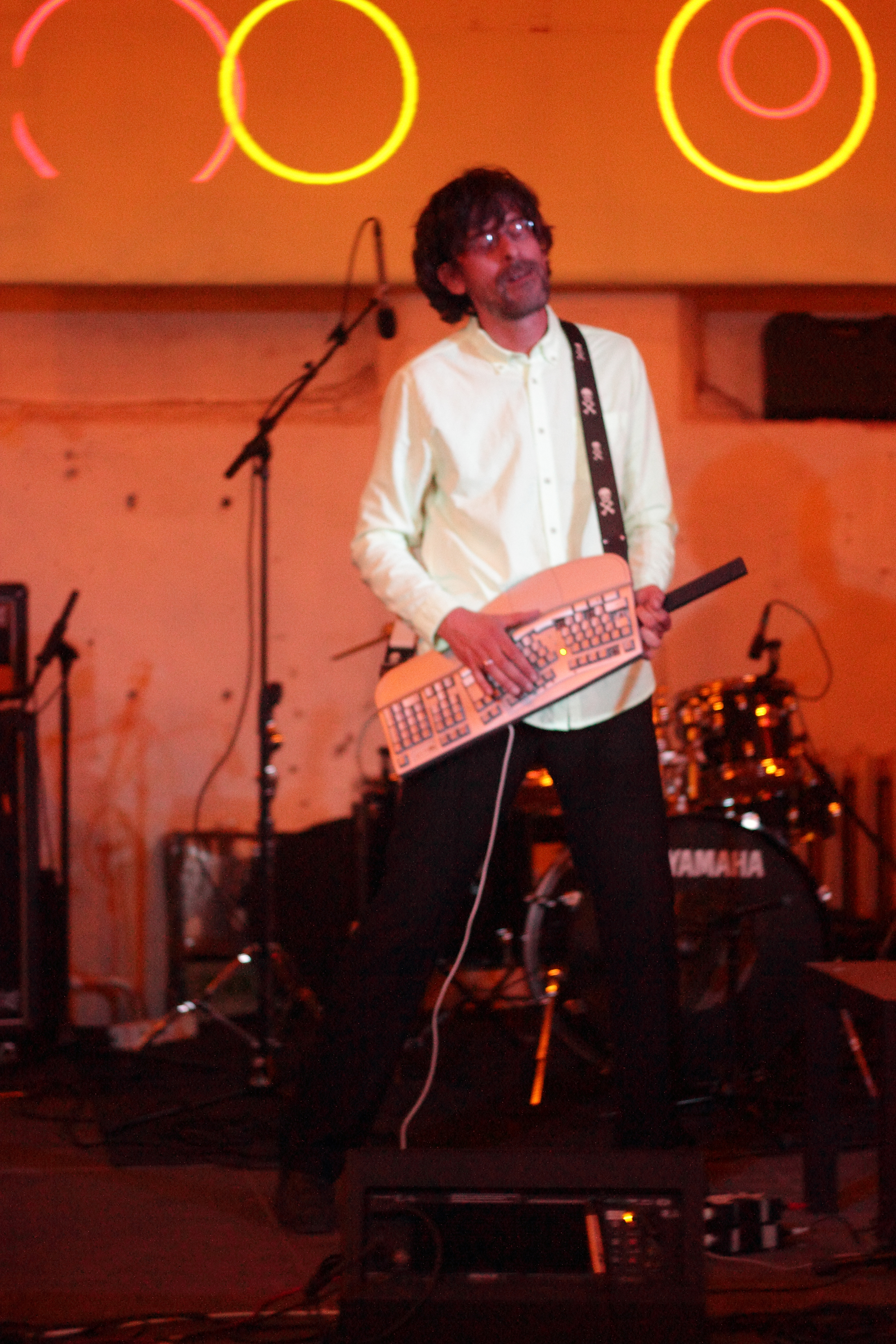
386 DX, 2012

386 DX (bürgerlich: Alexei Anatoljewitsch Schulgin; russisch Алексей Анатольевич Шульгин; * 1963 in Moskau) ist ein russischer Medienkünstler.

## Wirken
Sein Markenzeichen ist, dass er für seine Auftritte einen Computer mit dem Prozessor Intel 386 DX benutzt, welcher Melodien als MIDI und synchron die Sprache über eine alte Sprachsynthesizer-Software ausgibt. Ein weiterer Aspekt seiner Show ist die Visualisierung der Midi-Ausgabe mit Hilfe der Software WIMP, deren Parameter er fortwährend über eine Tastatur verändert, welche er wie eine Gitarre geschultert trägt.
Die Reduktion auf die veraltete Hardware und Software ist Teil des Konzepts von 386 DX, genauso wie die Nutzung von MIDI-Dateien bekannter Hits.
Bezeichnet wird der Musikstil als Cyberpunk, was als Wortspiel zu verstehen ist, und nicht als Anlehnung an Punk oder das Literatur-Genre Cyberpunk.

## Diskografie
- 2001 – The Best Of (Staalplaat)
- 2002 – Legend Of Russian Rock (Original: Легенда русского рока)